# Bernd Herrmann
Bernd Herrmann, właśc. Bernhard-Erich Herrmann (ur. 22 listopada 1951 w  Hohenkirchen, ob. Espenau) – niemiecki lekkoatleta (sprinter) startujący w barwach RFN, medalista olimpijski z 1976 i mistrz Europy z 1978.
Zdobył brązowy medal w sztafecie 4 × 400 metrów na mistrzostwach Europy juniorów w 1970 w Paryżu (sztafeta RFN biegła w składzie: Ulrich Reich, Johannes Dickhut, Herrmann i Wolfgang Druschky.
Zajął 4. miejsce w sztafecie 4 × 400 metrów, która biegła w składzie: Herrmann, Horst-Rüdiger Schlöske, Hermann Köhler i Karl Honz na igrzyskach olimpijskich w 1972 w Monachium.
Na mistrzostwach Europy w 1974 w Rzymie zdobył brązowy medal w biegu na 400 metrów, za Honzem i Davidem Jenkinsem z Wielkiej Brytanii. Startował również w eliminacjach sztafety 4 × 400 m00 metrów, ale doznał kontuzji i w finale zastąpił go Rolf Ziegler (sztafeta zdobyła srebrny medal).
Zdobył brązowy medal w sztafecie 4 × 400 metrów na igrzyskach olimpijskich w 1976 w Montrealu. Sztafeta RFN biegła w składzie: Franz-Peter Hofmeister, Lothar Krieg, Harald Schmid i Herrmann na ostatniej zmianie. Na tych samych igrzyskach Herrmann odpadł w półfinale biegu na 400 metrów.
Był członkiem sztafety4 × 400 metrów, która w składzie: Martin Weppler, Hofmeister, Herrmann i Schmid zwyciężyła na mistrzostwach Europy w 1978 w Pradze, a w finale biegu na 400 metrów zajął 7. miejsce.
Herrmann był mistrzem RFN w biegu na 400 metrów w 1974, 1975 i 1977, wicemistrzem w 1972 i 1978 oraz brązowym medalistą w 1976, mistrzem w biegu na 400 metrów przez płotki w 1979 i wicemistrzem w 1980, także mistrzem w sztafecie 4 × 400 metrów w latach 1972 i 1975-1981. Był również halowym mistrzem RFN w biegu na 400 metrów w latach 1975–1977 i w sztafecie 4 × 400 metrów w latach 1976–1979 i 1981.
Rekord życiowy Herrmanna w biegu na 400 metrów wynosił 45,10 s (ustanowiony 27 lipca 1974 w Hanowerze).